# Бочкарёв, Александр Григорьевич
Александр Григорьевич Бочкарёв (1921—1945) — Гвардии старшина Рабоче-крестьянской Красной Армии, участник Великой Отечественной войны, Герой Советского Союза (1945).

## Биография
Александр Бочкарёв родился 5 октября 1921 года в селе Куликовка (ныне — Тисульский район Кемеровской области) в крестьянской семье. Провёл детство и юность в Курагинском районе Красноярского края. Там он окончил пять классов школы и работал трактористом в колхозе «Москва». В 1939 году был призван на службу в Рабоче-крестьянскую Красную Армию. С начала Великой Отечественной войны — на её фронтах. К январю 1945 года гвардии старшина Александр Бочкарёв был механиком-водителем танка 3-го танкового батальона, 47-й гвардейской танковой бригады, 9-го гвардейского танкового корпуса, 2-й гвардейской танковой армии, 1-го Белорусского фронта. Отличился во время освобождения Польши.
17 января 1945 года в бою за город Сохачев, когда танк Бочкарёва был подбит и погиб его командир, он снял с танка пулемёт и продолжал вести бой до последнего патрона. Не желая сдаваться в плен, Бочкарёв подорвал себя гранатой. Похоронен на окраине Сохачева.

## Награды
Указом Президиума Верховного Совета СССР от 27 февраля 1945 года гвардии старшина Александр Бочкарёв посмертно был удостоен высокого звания Героя Советского Союза. Также был награждён орденами Ленина и Красной Звезды, а также рядом медалей.